# العربية لأنابيب البترول
العربية لأنابيب البترول أو سوميد هي شركة مساهمة مصرية، تأسست وفقًا للقانون رقم 7 لسنة 1974، تعمل في مجال نقل النفط من خلال خطوط الأنابيب، تُدير وتمتلك خط أنابيب سوميد، وميناء سيدي كرير الذي يطل على ساحل البحر الأبيض المتوسط بمحافظة الإسكندرية.

## المساهمون
تتوزع نسب المساهمين في الشركة كالتالي:
- الهيئة المصرية العامة للبترول (50%).
- أرامكو السعودية (15%)
- شركة الاستثمارات البترولية الدولية (15%).
- الهيئة العامة للاستثمار بالكويت (15%).
- قطر للطاقة (5%).

## أنظر أيضًا
- مصر للبترول.
- الشرق الأوسط لتكرير البترول.

## وصلات خارجية
- الموقع الرسمي للشركة.
- الموقع الرسمي للهيئة المصرية العامة للبترول.